# Прозорокский сельсовет
Прозорокский сельсовет — административная единица на территории Глубокского района Витебской области Республики Беларусь. Административный центр — агрогородок Прозороки.

## География
На территории расположено озеро Гиньково, около деревни Сахновичи, в 5 км к западу от агрогородка Прозороки.

## Состав
Прозорокский сельсовет включает 34 населённых пункта:
- Ананичи — деревня.
- Бабичи — хутор.
- Богушевичи — деревня.
- Заболотье — деревня.
- Замхово — деревня.
- Замхово — хутор.
- Застаринье — хутор.
- Карнацкие — деревня.
- Косарево — деревня.
- Ксты — хутор.
- Лисицы — деревня.
- Лосево — деревня.
- Лоси — деревня.
- Мазурово — хутор.
- Малость — хутор.
- Мирончики — деревня.
- Новинки — хутор.
- Павинщина — хутор.
- Полевачи — деревня.
- Прозороки — агрогородок.
- Ромашки — хутор.
- Рослево — хутор.
- Санники — деревня.
- Саннички — хутор.
- Сахновичи — деревня.
- Семки — деревня.
- Скряжино — деревня.
- Слобода — хутор.
- Чабаны — хутор.
- Черневичи — агрогородок.
- Шалушино — деревня.
- Шилово — хутор.
- Шитики — деревня.
- Щелкуны — деревня.

## Достопримечательность
- Католическая церковь Вознесения Девы Марии (1899—1907) в аг. Прозороки
- Православная церковь Петра и Павла (1909) в аг. Прозороки
- У деревни Сахновичи на берегу озера Гиньково находится единственная в Белоруссии карстовая пещера
- В хуторе Саннички, примыкающему к деревне Сахновичи, сохранился деревянный усадебный дом начала XX века